# Canadian Imperial Bank of Commerce
La Canadian Imperial Bank of Commerce (CIBC) è una multinazionale canadese di servizi bancari e finanziari con sede a CIBC Square nel distretto finanziario di Toronto, Ontario. È stata costituita nel 1961 attraverso la fusione della Canadian Bank of Commerce (fondata nel 1867) e della Imperial Bank of Canada (fondata nel 1873), nella più grande fusione tra banche autorizzate nella storia canadese. È una delle due "Big Five" banche fondate a Toronto, l'altra è la Toronto-Dominion Bank.
La banca ha quattro unità aziendali strategiche: Canadian Personal and Business Banking, Canadian Commercial Banking and Wealth Management, US Commercial Banking and Wealth Management e Capital Markets. Ha operazioni internazionali negli Stati Uniti, nei Caraibi, in Asia e nel Regno Unito. A livello globale, CIBC serve più di undici milioni di clienti e ha oltre 40.000 dipendenti. La società si classifica al numero 172 nella classifica Forbes Global 2000.
Le azioni della banca sono quotate sia alla Borsa di Toronto che a quella di New York con il simbolo CM.

## Storia

### Origini
William McMaster fondò la Canadian Bank of Commerce il 15 maggio 1867 a Toronto come concorrente della Bank of Montreal; nel 1874 aveva 24 filiali. La Imperial Bank of Canada aprì a Toronto il 18 marzo 1875, fondata dall'ex vicepresidente del commercio Henry Stark Howland. Alla fine del 1895, la Canadian Bank of Commerce era cresciuta a 58 filiali e la Imperial Bank of Canada a 18. Lo sciopero dell'oro del 1896 nello Yukon spinse il governo del Dominion a chiedere alla Canadian Bank of Commerce di aprire una filiale a Dawson City.

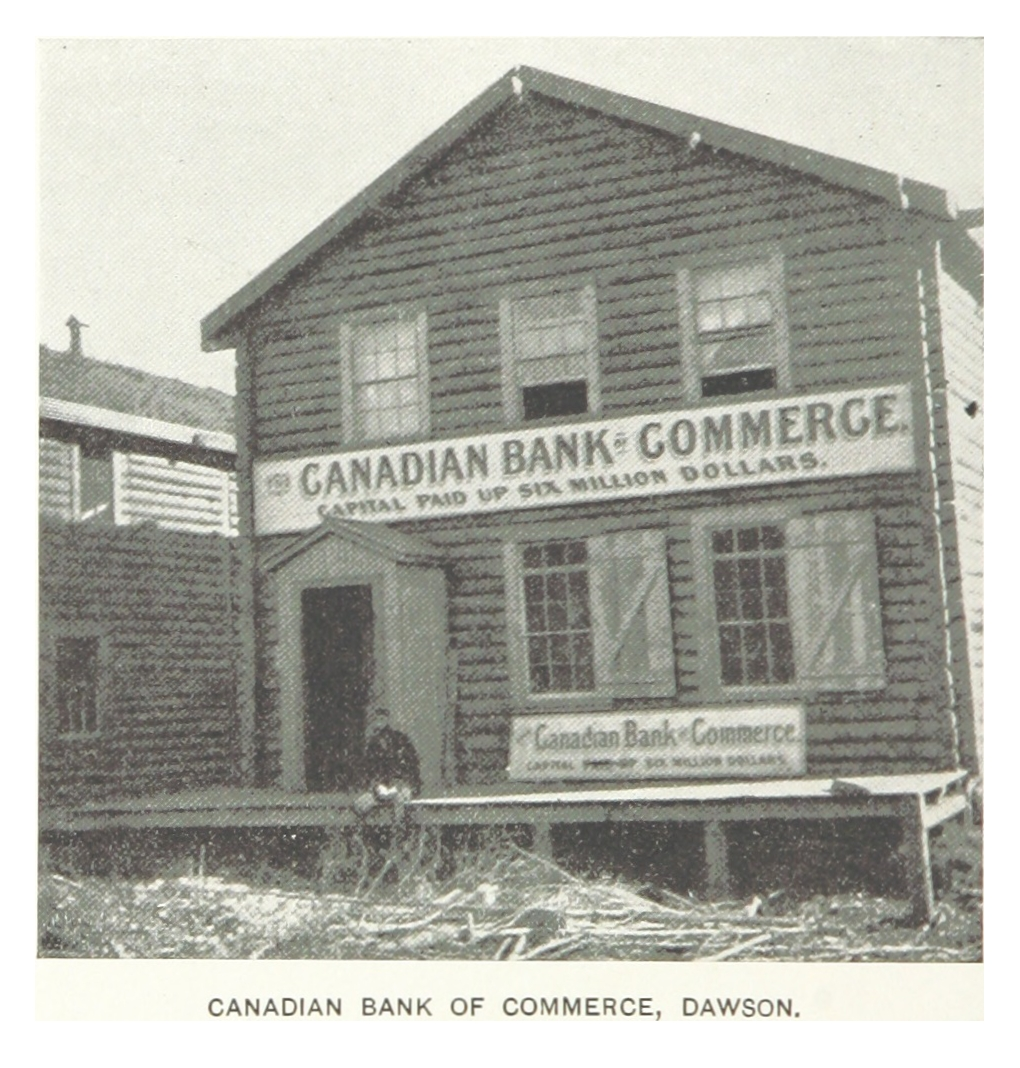
Filiale della Canadian Bank of Commerce a Dawson, 1899

Wood, Gundy & Company, il precursore del ramo di investment banking della CIBC, aprì i battenti il 1º febbraio 1905. Durante la prima guerra mondiale, assunse un ruolo di primo piano e attivo nell'organizzazione dei Victory Loans. Le acquisizioni negli anni '1920 fecero sì che la Commerce Bank diventasse una delle reti di filiali più forti del Canada con oltre 700 filiali locali; la banca ha aperto anche filiali internazionali a Cuba, Giamaica, Barbados e Trinidad nello stesso periodo.
La Canadian Bank of Commerce aprì la sua nuova sede a Toronto nel 1931. Una galleria di osservazione al 32° piano attirava i visitatori che potevano avere una vista aerea della città. Con un'altezza di 145 metri, è stato l'edificio più alto del Commonwealth delle Nazioni fino al 1962 con il completamento della CIBC Tower di Montreal.

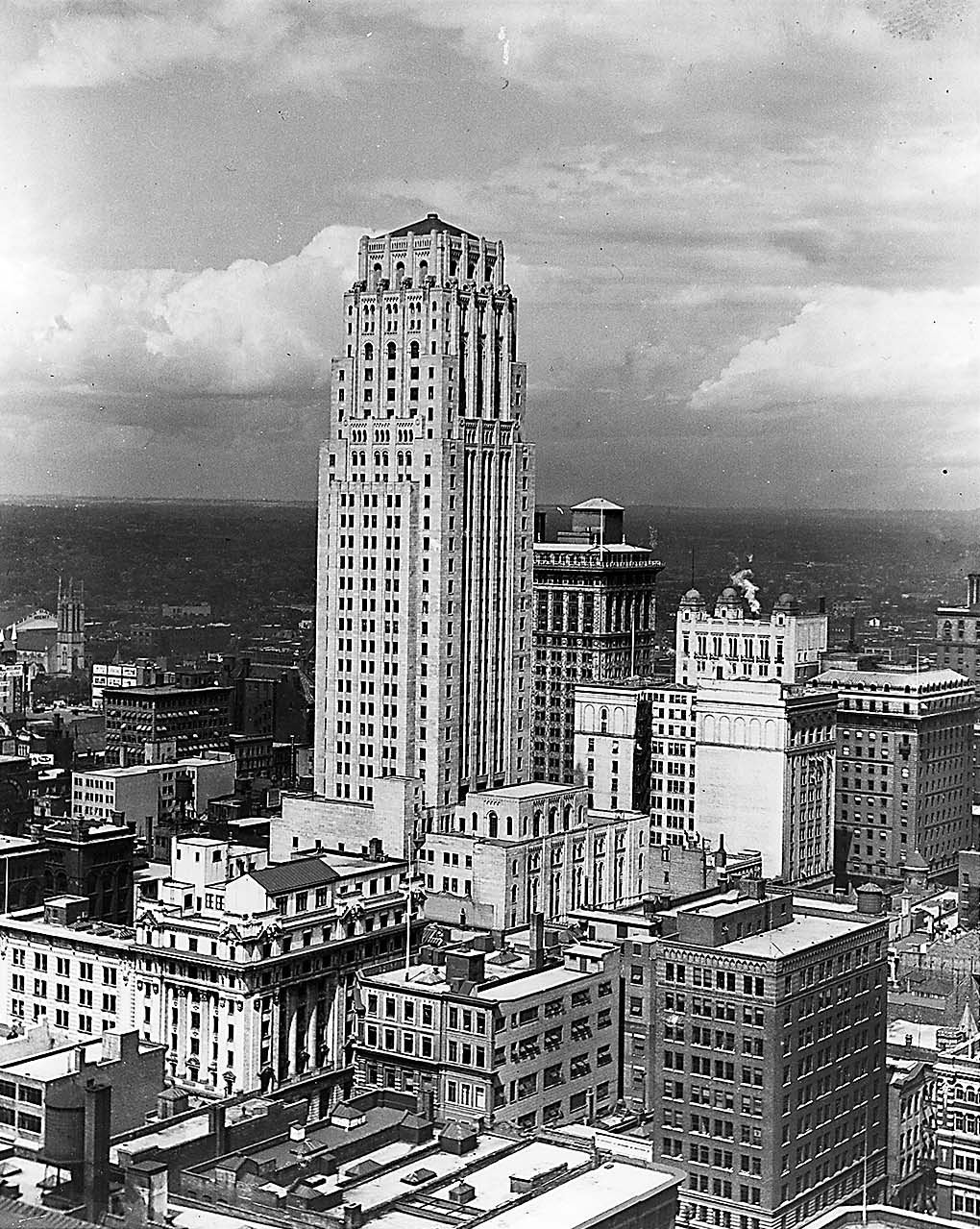
La Bank of Commerce Tower (rinominata Commerce Court North), fu costruita come sede della Canadian Bank of Commerce

Nel 1936, il Commerce fu la prima banca canadese a istituire un dipartimento di prestiti personali. Dopo la seconda guerra mondiale, entrambe le banche aprirono nuove filiali. Sebbene le banche fossero state escluse dal business dei mutui nel 1871, il governo canadese le chiamò ora a fornire servizi ipotecari. Così, nel 1954, le banche canadesi iniziarono a offrire mutui per nuove costruzioni.

### La fusione
Nel 1929 la Barclays Bank iniziò ad operare in Canada e nel 1956 vendette le sue attività canadesi alla Imperial Bank. Barclays ha accettato il pagamento in parte sotto forma di azioni della Imperial Bank. Nel 1960, senza informare il consiglio di amministrazione di Imperial Bank, Barclays iniziò ad acquistare ulteriori azioni della banca sul mercato aperto. L. Stuart Mackersy, presidente di Imperial Bank, credette che Barclays stesse operando per rilevare la banca canadese. Così, per bloccare l'iniziativa della banca inglese, nell'ottobre 1960 Mackersy propose a Neil J. McKinnon, presidente della Bank of Commerce, di fondere le due banche. Il loro primo incontro si svolse segretamente a casa di McKinnon al 116 di Dunvegan Road a Forest Hill, Toronto, rendendo la casa il luogo di nascita della CIBC. Secondo Mackersy, nel giro di dieci minuti lui e McKinnon raggiunsero l'accordo per la fusione.
Il 1º giugno 1961, la Canadian Bank of Commerce e la Imperial Bank of Canada si fusero per formare la Canadian Imperial Bank of Commerce con oltre 1.200 filiali in tutto il Canada. La nuova banca possedeva le maggiori risorse e il maggior numero di filiali di qualsiasi banca del paese.
Nel 1964, la banca gestiva una filiale galleggiante utilizzando la nave passeggeri MV Jean Brilliant lungo la riva settentrionale del fiume San Lorenzo in Quebec, pubblicizzata come l'unica filiale galleggiante in Canada per 5000 clienti. Nel 1967, sia il Canada che la CIBC celebrarono i loro centenari e la CIBC fu l'unica banca autorizzata ad avere una filiale in loco all'Expo 67. Anche in questo periodo l'informatizzazione inizia a cambiare i servizi bancari e la filiale di Yonge e Bloor a Toronto è la prima filiale bancaria canadese ad aggiornare i libri bancari dei clienti tramite computer. Questo ha segnato anche l'introduzione dell'inter-branch banking. Prima della fine del decennio, CIBC aveva introdotto il primo bancomat aperto 24 ore su 24.

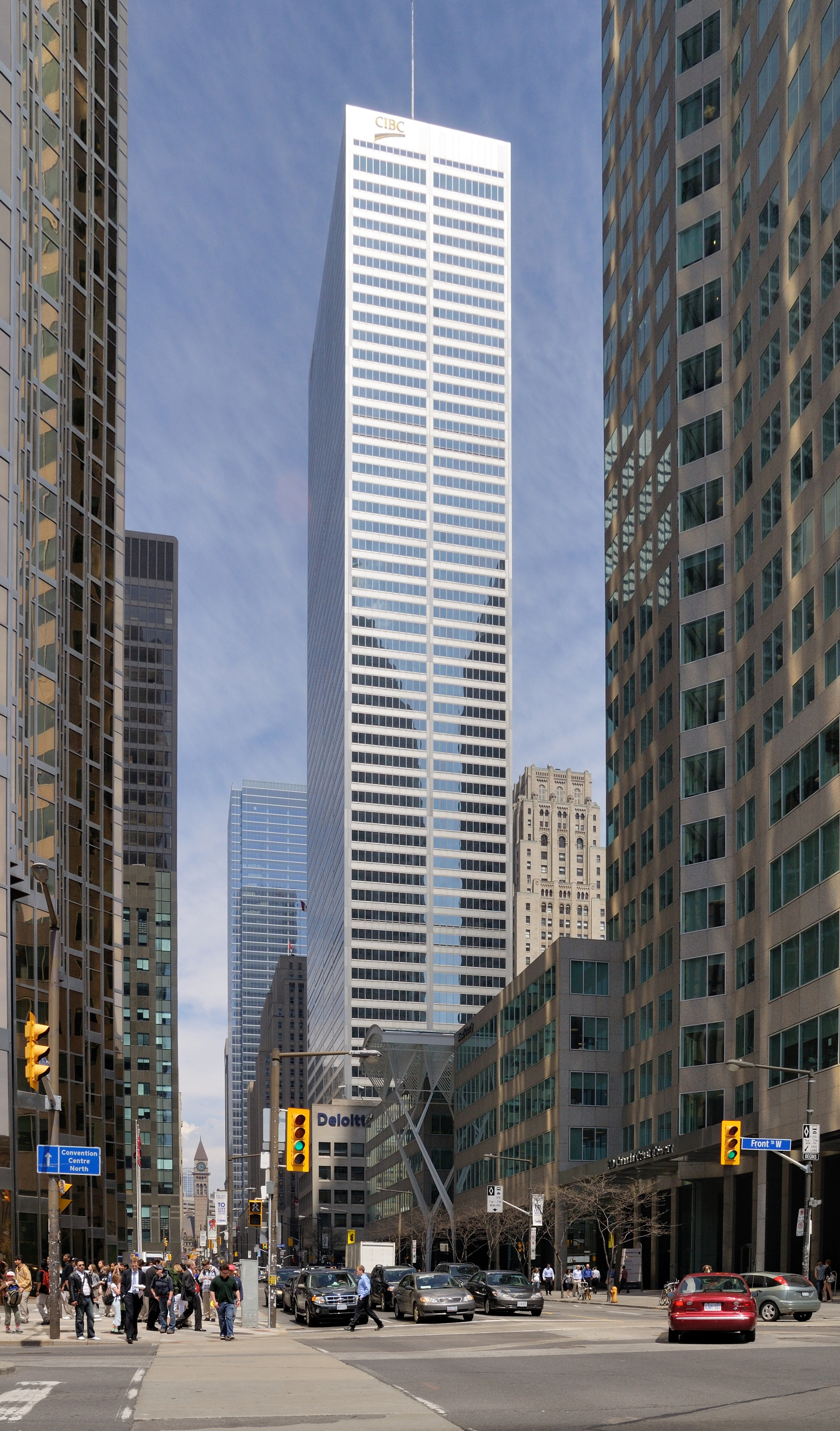
Commerce Court West a Toronto da Front Street e Bay Street. L'edificio è stato utilizzato come sede centrale della CIBC dal 1973 al 2021

A seguito della fusione, la nuova banca ha commissionato una nuova sede centrale. Mentre pianificava di mantenere Commerce Court North, la banca assunse l'architetto I. M. Pei per progettare un complesso di tre edifici. Il risultato fu la Commerce Court, costituita da un cortile paesaggistico che completava l'edificio esistente e comprendeva la nuova costruzione di 240 m. Commerce Court West. Quando fu completato nel 1973, l'edificio di 57 piani era il più alto del Canada e il più grande edificio rivestito in acciaio inossidabile del mondo.
Nel 1987 sono arrivate le modifiche alle normative federali e provinciali che hanno posto fine alla separazione tra banche, intermediari di investimento, società fiduciarie e compagnie di assicurazione. CIBC ne ha rapidamente approfittato ed è diventata la prima banca canadese a gestire un intermediario di investimenti, CIBC Securities, che offre servizi al pubblico.
Nel 1988, CIBC ha acquisito una partecipazione di maggioranza in Wood Gundy, che ha portato un nome e una reputazione rispettati nella sottoscrizione. Poco dopo, la società fuse Wood Gundy e CIBC Securities sotto il nome di CIBC Wood Gundy, che divenne CIBC Oppenheimer nel 1997 e successivamente CIBC World Markets.
Nel 1992, CIBC ha introdotto il sistema bancario telefonico automatizzato; nel 1995 la banca ha lanciato il suo sito web e poco dopo ha iniziato a offrire servizi bancari online. Nel 1996, CIBC ha costituito HP Intria Items, insieme a Hewlett-Packard e Fiserv Canada. Nel 2005, CIBC ha acquisito le azioni della società da Fiserv Canada, con il risultato che Intria Items è diventata un'unità di CIBC. Nel 1998, CIBC si è unita a Loblaws per creare President's Choice Financial, che ha lanciato in 28 negozi dell'area di Ottawa.
CIBC cercò di fondersi nel 1998 con la Toronto-Dominion Bank. Tuttavia, il governo del Canada, su raccomandazione del ministro delle finanze, Paul Martin, bloccò la fusione – così come un'altra proposta dalla Bank of Montreal con la Royal Bank of Canada – in quanto non nell'interesse dei canadesi.

### Dal 2000
I primi anni 2000 hanno visto la banca effettuare disinvestimenti. Nel 2000, CIBC ha venduto la sua quota del 10% a Rogers Media. CIBC era un azionista di minoranza dei Toronto Blue Jays della Major League Baseball, con il partner Labatt's Breweries sin dal loro inizio nel 1977. Il CIBC Leadership Centre di King City è stato venduto a Benchmark Hospitality nel 2001. Nel 2002, CIBC ha sciolto Amicus FSB e ha venduto le sue attività a E*Trade Bank. Amicus FSB è stata costituita nel 1999 negli Stati Uniti con Winn Dixie e Safeway Inc. con i marchi Marketplace Bank e Safeway Select Bank. Nello stesso anno, CIBC ha firmato un accordo decennale con TSYS di Columbus, in Georgia, per esternalizzare le operazioni di elaborazione delle carte di credito.
Nel 2004, la banca ha venduto Juniper Financial Corporation a Barclays Bank. Juniper Financial è stata precedentemente acquisita da CIBC nel 2001. Alla fine del 2004 la banca ha venduto EDULINX Canada Corporation a Nelnet Canada Inc., l'unità canadese di Nelnet, Inc. Li Ka Shing è stato il maggiore azionista straniero della banca per oltre due decenni, ma all'inizio del 2005 ha venduto la sua quota (circa 1,2 miliardi di dollari canadesi) per fondare un ente di beneficenza canadese, la Li Ka Shing Foundation. CIBC è stata la scelta di Li per finanziare molte delle sue iniziative canadesi, come Husky Energy. Secondo quanto riferito, Li aveva sostenuto il capo del personal e commercial banking Holger Kluge per succedere ad Al Flood come CEO di CIBC nel 1999.
CIBC ha venduto la sua attività aziendale e di acquisto di carte di credito alla U.S. Bank Canada nell'ottobre 2006, che si è unita ad essa con le carte di credito aziendali precedentemente acquisite dalla Royal Bank of Canada. Nello stesso anno, il simbolo ticker azionario di CIBC alla Borsa di New York è cambiato da BCM a CM per allinearlo al simbolo ticker della Borsa di Toronto.

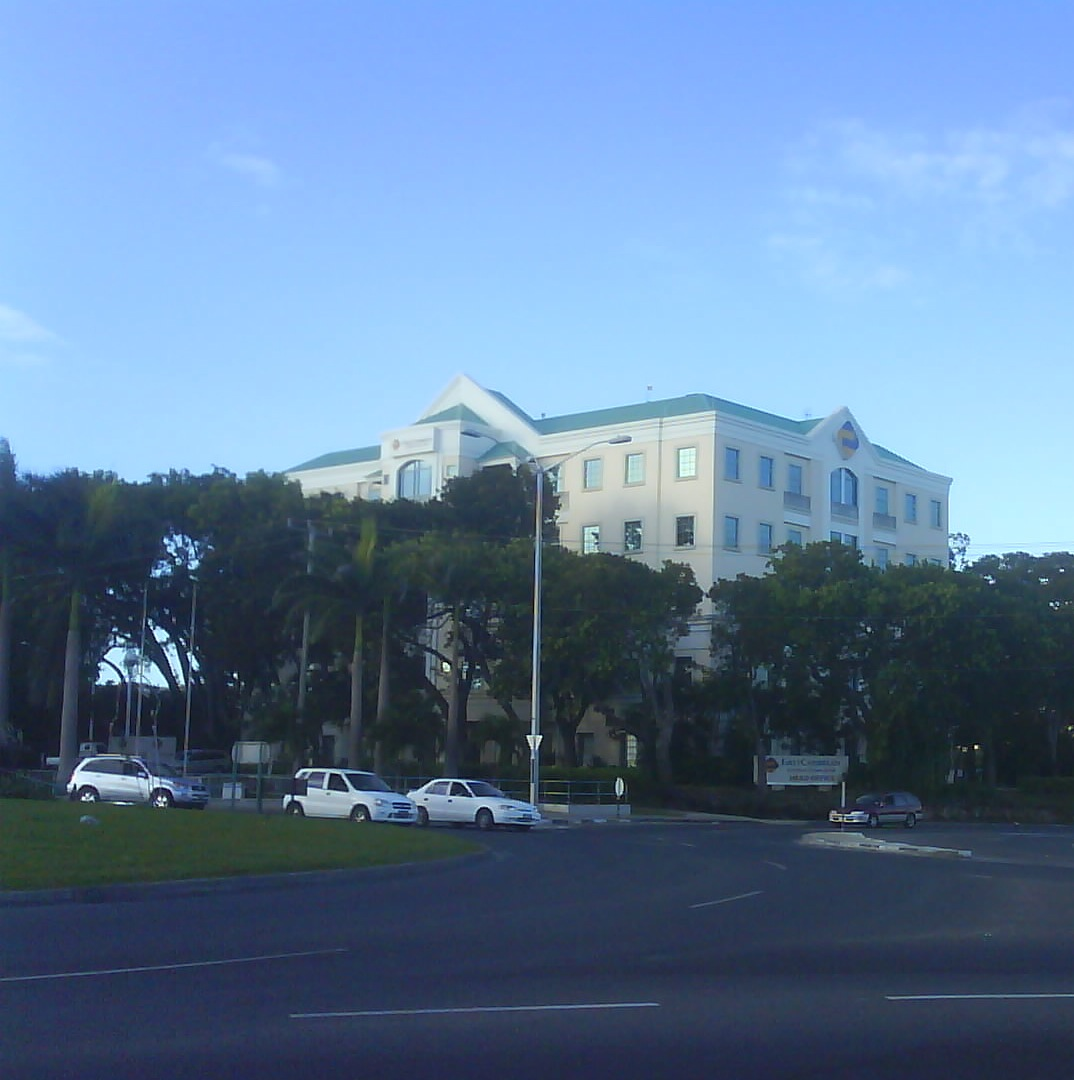
Sede centrale della FirstCaribbean International Bank nel 2010, un anno prima che la banca fosse rinominata CIBC

Nel dicembre 2006, CIBC ha acquisito il controllo di maggioranza della sua joint venture pubblica FirstCaribbean International Bank per poco più di 1 miliardo di dollari (2 miliardi di dollari di Bds), quando ha acquistato la quota del 43,7% di proprietà di Barclays Bank. CIBC ha rinominato la divisione CIBC FirstCaribbean International Bank nel 2011.
Nel febbraio 2010 CIBC è diventata la prima banca autorizzata in Canada a lanciare un'app per iPhone per il mobile banking. Ha superato i 100.000 download in poco più di un mese dal lancio, con oltre 1 milione di accessi da parte dei clienti a CIBC Mobile Banking. Quattro mesi dopo, la banca ha annunciato di aver firmato un accordo per l'acquisto di un portafoglio di carte di credito da 2,1 miliardi di dollari canadesi dall'attività Citibank Canada MasterCard di Citigroup. Infine, nell'ottobre dello stesso anno, CIBC annunciò che sarebbe stata la prima banca in Canada a introdurre la carta di debito Visa utilizzata a livello internazionale.
Nell'aprile 2013, CIBC ha raggiunto un accordo con Invesco per l'acquisizione di Atlantic Trust, l'unità di gestione patrimoniale della società, per 210 milioni di dollari.
CIBC ha annunciato nel giugno 2016 che avrebbe acquisito la banca commerciale PrivateBancorp con sede a Chicago per 3,8 miliardi di dollari.  La vendita è stata completata nel giugno 2017 e ad agosto PrivateBank ha annunciato che si sarebbe rinominata CIBC Bank USA.

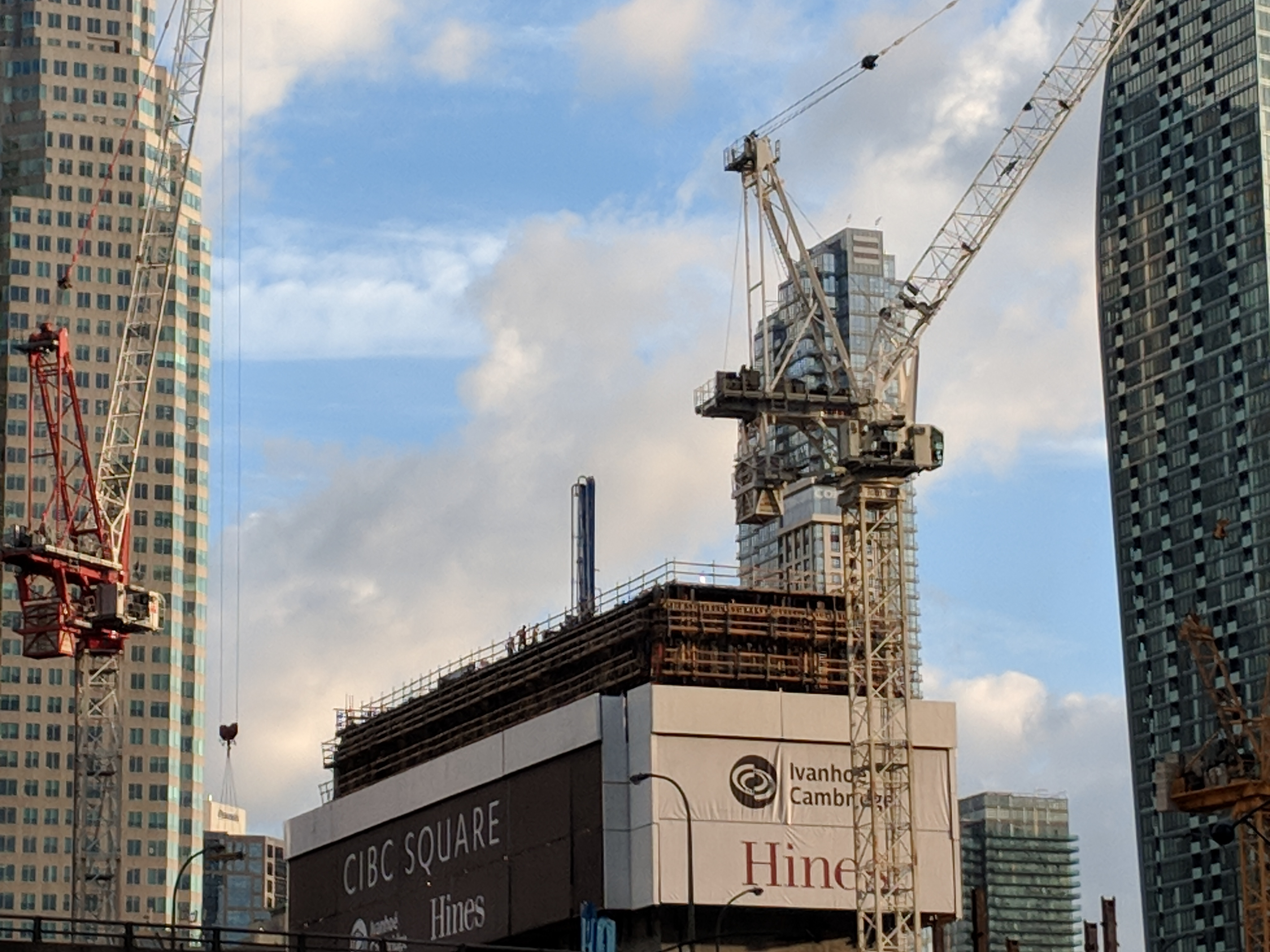
Costruzione della nuova sede centrale di CIBC, CIBC Square a Toronto, settembre 2018

Nell'aprile 2017, CIBC ha annunciato che avrebbe trasferito la sua sede al Bay Park Centre in fase di sviluppo da parte di Hines Interests Limited Partnership e Ivanhoé Cambridge. Secondo i termini del contratto di locazione, il complesso divenne CIBC Square.  CIBC Square è diventata formalmente l'ufficio principale e la sede centrale di CIBC il 1º novembre 2021.
Nel novembre 2018, la CBC ha riferito che CIBC era tra i principali marchi utilizzati negli attacchi di phishing, con la banca che ha registrato un'impennata del 600% dei tentativi di posta falsa nel trimestre precedente.